# Orlando Patterson
Horace Orlando Patterson (né le 5 juin 1940) est un sociologue jamaïco-américain connu pour ses travaux sur les questions de race et d'esclavage aux États-Unis et en Jamaïque, notamment à travers le concept de mort sociale. Il a également travaillé sur la sociologie du développement. Il est professeur de sociologie à l'Université de Harvard. Son livre Freedom, Volume One, ou Freedom in the Making of Western Culture (1991), a remporté le National Book Award for Nonfiction.

## Jeunesse et études
Horace Orlando Patterson est né le 5 juin 1940 dans la paroisse de Westmoreland, en Jamaïque,. Ses parents sont Almina Morris et Charles A. Patterson, tous deux fervents partisans du Parti national populaire de la Jamaïque, dans lequel lui-même s'est engagé quelques décennies plus tard. Son père était policier tandis que sa mère était couturière. Il a six demi-frères et sœurs du côté de son père, mais est le seul enfant de sa mère. Il a grandi dans la paroisse de Clarendon dans la petite ville de May Pen. Il a fait son école primaire là-bas, puis a déménagé à Kingston pour fréquenter le Kingston College, où il a remporté une bourse du gouvernement jamaïcain en 1958. Avant d'obtenir son diplôme en 1959, il a enseigné pendant un an à l'Excelsior High School en Jamaïque. Il a ensuite obtenu un diplôme en économie avec une mineure en sociologie à l'Université des Indes occidentales en 1962. Il a été président de la Economics Society, président de la Literary Society et rédacteur en chef du magazine étudiant The Pelican. Patterson a obtenu son doctorat en sociologie à la London School of Economics en 1965, où il a rédigé sa thèse de doctorat, nommée Sociology of Slavery,. Son directeur de thèse était David Glass. Il a également écrit pour la New Left Review, alors récemment fondée, sa première publication se nommant The Essays of James Baldwin en 1964. Pendant son séjour à Londres, il a été associé au Caribbean Artists Movement, dont la deuxième réunion, en janvier 1967, a eu lieu dans l'appartement de Patterson au nord de Londres.

## Carrière

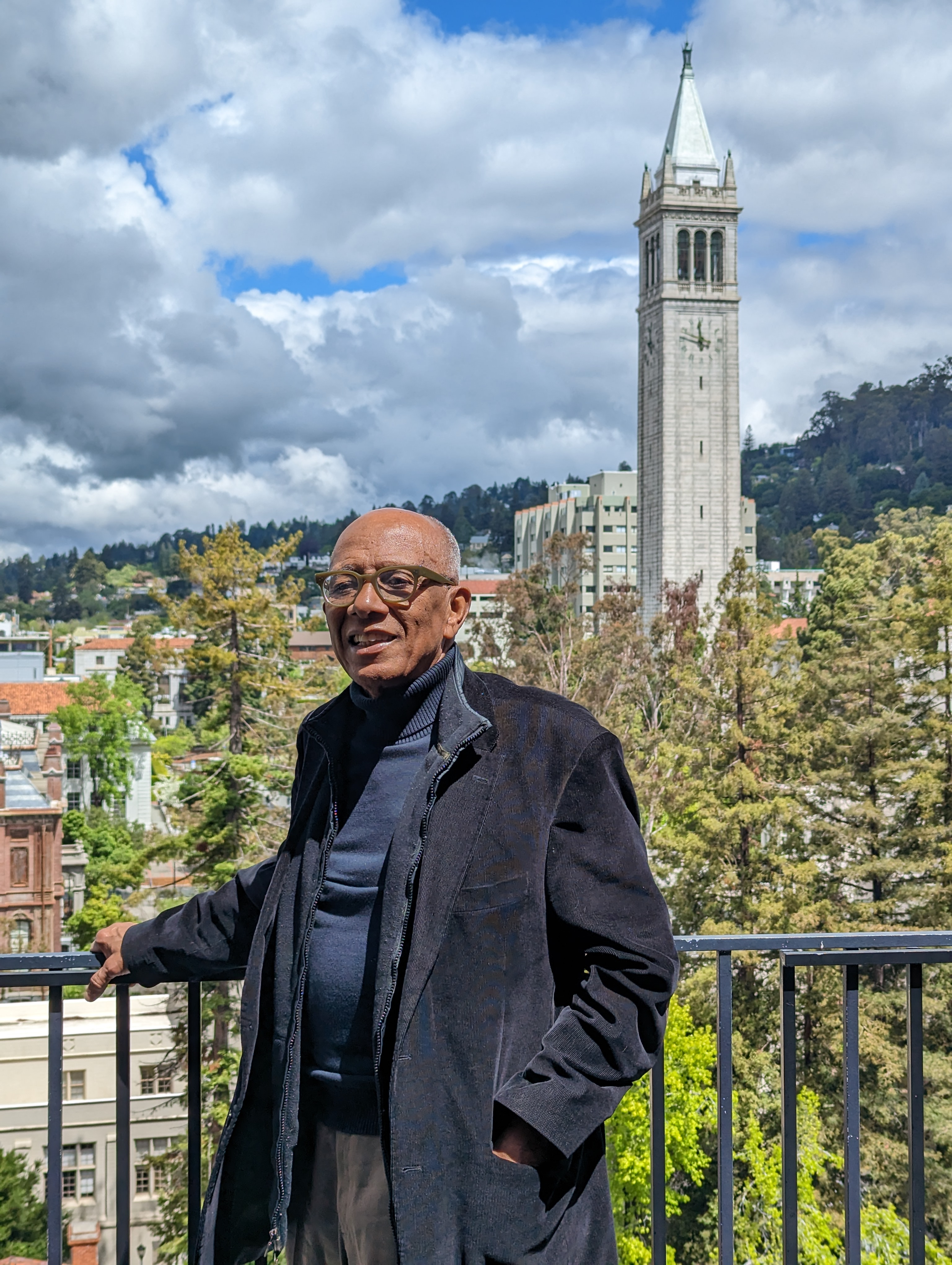
Orlando Patterson, avant de prendre la parole à l'Université de Californie à Berkeley le 2 mai 2023

Tôt dans sa carrière, Patterson s'est préoccupé du développement économique et politique de son pays d'origine, la Jamaïque. Il a été conseiller spécial de Michael Manley, Premier ministre de la Jamaïque, de 1972 à 1979, alors qu'il était professeur titulaire à l'Université de Harvard. Patterson a partagé son temps entre la Jamaïque et les États-Unis.
Patterson est surtout connu pour son travail sur la relation entre l'esclavage et la mort sociale, concept sur lequel il a beaucoup travaillé et écrit plusieurs livres. D'autres contributions sont liées à la sociologie historique, et il a également écrit des fictions s'inscrivant dans le post-colonialisme. Patterson a également analysé l'évolution des attendus scientifiques dans les sciences sociales et les considérations éthiques.
Patterson est actuellement titulaire de la chaire John Cowles en sociologie à l'Université Harvard.
En octobre 2015, il a reçu la médaille d'or Musgrave en reconnaissance de sa contribution à la littérature. En 2020, il a été nommé membre de l'Ordre du mérite, la troisième plus haute distinction nationale de la Jamaïque.

## Associations professionnelles
- Fellow, Académie américaine des arts et des sciences
- Ernest W. Burgess Fellow, Académie américaine des sciences politiques et sociales [15]
- Membre, Association américaine de sociologie

## Œuvres choisies

### Publications académiques
- The Sociology of Slavery: Black Society in Jamaica, 1655-1838. 1967; 2022(2nd ed.).
- Ethnic Chauvinism: The Reactionary Impulse. 1977.
- Slavery and Social Death, 1982
- Freedom in the Making of Western Culture, 1991 Later renamed Freedom, Vol. 1: Freedom in the Making of Western Culture – winner of National Book Award
- The Ordeal of Integration. 1997
- Rituals of Blood: Consequences of Slavery in Two American Centuries, 1999
- Freedom: Freedom in the Modern World, 2006
- The Cultural Matrix: Understanding Black Youth (with Ethan Fosse). 2015.
- The Confounding Island: Jamaica and the Postcolonial Predicament. 2019.
- The Sociology of Slavery: Black Society in Jamaica. Wiley, 2022.
- The Paradox of Freedom: A Biographical Dialogue (with David Scott) 2023

### Romans
- The Children of Sisyphus. 1965.
- An Absence of Ruins. 1967.
- Die the Long Day. 1972.

### Articles et chapitres
- Patterson, « Rethinking Black History », Harvard Educational Review, vol. 41, no 3,‎ 1er septembre 1971, p. 297–315 (DOI 10.17763/haer.41.3.78u1p14257x57814, lire en ligne)
- Patterson, « Toward a Future That Has No Past: Reflections on the Fate of Blacks in the Americas », The Public Interest,‎ printemps 1972, p. 25-62 (lire en ligne)
- Patterson, « Race, Gender and Liberal Fallacies », The Black Scholar, vol. 22, nos 1–2,‎ 1992, p. 77–80 (DOI 10.1080/00064246.1992.11413015, lire en ligne)
- Patterson, « Slavery: The Underside of Freedom∗ », Slavery & Abolition, vol. 5, no 2,‎ 1984, p. 87–104 (DOI 10.1080/01440398408574867, lire en ligne)
- Patterson, « Ecumenical America: Global Culture and the American Cosmos », World Policy Journal,‎ 1994 (lire en ligne)
- Orlando Patterson, Matters of Culture: Cultural Sociology in Practice, New York, Cambridge University Press, 2004, 71-109 p. (lire en ligne), « Culture and Continuity: Causal Structures in Socio-Cultural Persistence ».
- Patterson et Kaufman, « Cross-National Cultural Diffusion: The Global Spread of Cricket. », American Sociological Review,‎ 2005 (lire en ligne)
- Patterson, Tomlinson et Young, « The Culture of Sports », Journal of Historical Sociology, vol. 24, no 4,‎ 2011, p. 549–563 (DOI 10.1111/j.1467-6443.2011.01418.x, lire en ligne)
- Orlando Patterson, Making Sense of Culture, vol. 40 (no 1), 2014, 1–30 p. (DOI 10.1146/annurev-soc-071913-043123, lire en ligne)
- Patterson, « From One Out-In to Another: What's Missing in Wacquant's Structural Analysis », Urban Studies, vol. 53, no 6,‎ 2015, p. 1089–1094 (DOI 10.1177/0042098015614438, S2CID 147431488, lire en ligne)
- Orlando Patterson, The Oxford Handbook of Freedom, vol. 1, New York, Oxford University Press, 2017 (DOI 10.1093/oxfordhb/9780199989423.013.8, lire en ligne), « Freedom, Slavery, and Identity in Renaissance Florence »
- Orlando Patterson et Xiaolin Zhuo, Modern Trafficking, Slavery, and Other Forms of Servitude, vol. 44 (no 1), 2018, 407–439 p. (DOI 10.1146/annurev-soc-073117-041147, S2CID 149967300, lire en ligne)</ref>
- Patterson, « The Denial of Slavery in Contemporary American Sociology », Theory and Society, vol. 48, no 6,‎ 2019, p. 903–914 (DOI 10.1007/s11186-019-09369-x, S2CID 214050925, lire en ligne)</ref>

### Prises de position
- Orlando Patterson, « Opinion | The Real Problem With America's Inner Cities », The New York Times,‎ 9 mai 2015 (lire en ligne, consulté le 4 octobre 2022)
- Orlando Patterson, « Opinion | The Secret of Jamaica's Runners », The New York Times,‎ 13 août 2016 (lire en ligne, consulté le 3 octobre 2022)